# Jackie Callura
Jackie Callura est un boxeur canadien né le 14 septembre 1917 et mort le 4 novembre 1993 à Hamilton, Ontario.

## Carrière
Passé professionnel en 1936, il devient champion du monde des poids plumes NBA (National Boxing Association) le 18 janvier 1943 après sa victoire aux points contre Jackie Wilson. Battu par Phil Terranova le 16 août 1943, il met un terme à sa carrière en 1947 sur un bilan de 59 victoires, 41 défaites et 12 matchs nuls.

## Référence
1. ↑  (en) 1943-01-18 Jackie Callura w pts 15 Jackie Wilson, Arcadia Hall, Providence, Rhode Island, USA - NBA (boxrec.com)